# Windows Media Player
Windows Media Player (WMP) là ứng dụng thư viện và trình phát đa phương tiện đầu tiên được Microsoft phát triển để phát âm thanh và video trên máy tính cá nhân. Nó là một thành phần của hệ điều hành Windows, bao gồm Windows 9x, Windows NT, Pocket PC và Windows Mobile. Microsoft cũng đã phát hành các phiên bản Windows Media Player cho Mac OS cổ điển, Mac OS X và Solaris, nhưng sau đó đã ngừng cung cấp chúng. Kể từ năm 2022, nó đã được gắn nhãn hậu tố Legacy để phân biệt với Media Player dựa trên UWP mới được giới thiệu trong Windows 10 và Windows 11.
Ngoài vai trò là một trình phát đa phương tiện, phần mềm còn có khả năng trích xuất tệp âm thanh từ và sao chép sang đĩa CD, ghi đĩa ghi ở định dạng Audio CD hoặc dưới dạng đĩa dữ liệu với danh sách phát như MP3 CD, đồng bộ hóa nội dung với trình phát âm thanh kỹ thuật số (máy nghe nhạc MP3) hoặc các thiết bị di động khác, phát và truyền phát phương tiện qua mạng cục bộ, đồng thời cho phép người dùng mua hoặc thuê nhạc từ một số cửa hàng âm nhạc trực tuyến. Các định dạng tệp mặc định là Windows Media Video (WMV), Windows Media Audio (WMA) và Advanced Systems Format (ASF), và định dạng danh sách phát dựa trên XML của riêng nó được gọi là Windows Playlist (WPL). Trình phát cũng có thể sử dụng dịch vụ quản lý quyền kỹ thuật số dưới dạng Windows Media DRM .
Windows Media Player là một thành phần độc đáo, trong đó kể từ năm 1999, mỗi phiên bản Windows đều có hai hoặc nhiều phiên bản song song. Ví dụ: Media Player phiên bản 5.1, 6.4 và 8 đều có trong Windows XP. Các phiên bản Windows này cũng bao gồm một số ứng dụng phát lại phương tiện khác, cụ thể là ActiveMovie Control, CD Player, DVD Player, Windows Media Center và Microsoft Movies & TV.

## Lịch sử

Media Player 5

Phiên bản đầu tiên của Windows Media Player được phát hành vào năm 1991, khi Windows 3.0 với Multimedia Extensions được phát hành. Ban đầu được gọi là Media Player, thành phần này được bao gồm trong các thiết bị tương thích với "Multimedia PC" nhưng không có sẵn để bán lẻ. Nó có khả năng phát tập tin có định dạng .mmm, và có thể được mở rộng để hỗ trợ các định dạng khác, sử dụng MCI để xử lý tập tin phương tiện. Là một thành phần của Windows, Media Player hiển thị cùng phiên bản với số phiên bản của phiên bản Windows.
Microsoft liên tục sản xuất các chương trình mới để phát các tập tin phương tiện. Vào tháng 11 năm sau, Video cho Windows được giới thiệu với khả năng phát các tập tin video kỹ thuật số ở định dạng AVI, với hỗ trợ codec cho RLE và Video1 và hỗ trợ phát các tập tin chưa nén. Indeo 3.2 đã được thêm vào trong một bản phát hành sau đó. Video cho Windows lần đầu tiên có sẵn dưới dạng phần mở rộng bổ sung cho Windows 3.1 và sau đó được tích hợp vào Windows 95 và Windows NT 4.0. Năm 1995, Microsoft phát hành ActiveMovie với DirectX Media SDK. ActiveMovie kết hợp một cách mới để xử lý các tập tin phương tiện và thêm hỗ trợ cho phương tiện trực tuyến (mà Media Player ban đầu không thể xử lý). Năm 1996, ActiveMovie được đổi tên thành DirectShow. Tuy vậy, tên gọi Media Player tiếp tục được sử dụng cho đến khi Windows XP được phát hành, và được đổi tên thành Windows Media Player v5.1.
Vào năm 1999, phiên bản của Windows Media Player đã tách ra khỏi phiên bản của Windows. Windows Media Player 6.4 xuất hiện dưới dạng bản cập nhật không giới hạn cho Windows 95-98 và Windows NT 4.0 cùng tồn tại với Media Player và trở thành một thành phần tích hợp sẵn của Windows 2000, Windows ME và Windows XP với mplayer2.exe thay vì các phiên bản mới hơn. Windows Media Player 7.0 và các phiên bản kế nhiệm của nó cũng xuất hiện theo cùng một kiểu, thay thế nhau nhưng giữ nguyên Media Player và Windows Media Player 6.4. Windows XP là hệ điều hành duy nhất có ba phiên bản Windows Media Player khác nhau (phiên bản 5.1, 6.4 và 8). Tất cả các phiên bản có thương hiệu Windows Media Player (thay vì chỉ là Media Player) đều hỗ trợ codec DirectShow. Windows Media Player 7 là một bản cải tiến lớn, với giao diện người dùng mới, hình ảnh hóa và chức năng được cải tiến. Tuy nhiên, Windows Vista đã loại bỏ các phiên bản Windows Media Player cũ hơn để thay thế cho phiên bản 11, bao gồm việc loại bỏ Windows Media Source Filter (DirectShow codec).
Năm 2004, Microsoft phát hành kho nhạc kỹ thuật số MSN Music cho Windows Media Player 10 mới để cạnh tranh với Apple iTunes. Tuy nhiên, MSN Music đã ngừng phát triển vào năm 2006 với sự ra mắt của máy nghe nhạc Zune.
Kể từ Windows Vista, Windows Media Player hỗ trợ Media Foundation framework bên cạnh DirectShow; phát một số loại phương tiện nhất định bằng Media Foundation cũng như một số loại phương tiện sử dụng DirectShow. Windows Media Player 12 được phát hành cùng với Windows 7. Nó bao gồm hỗ trợ cho nhiều định dạng phương tiện và thêm các tính năng mới. Tuy nhiên, trên Windows 8, phần mềm không còn nhận được bản nâng cấp.
Vào ngày 16 tháng 4 năm 2012, Microsoft thông báo rằng Windows Media Player sẽ không được đưa vào Windows RT, dòng Windows được thiết kế để chạy trên các thiết bị có bộ xử lý ARM.
Từ ngày 15 tháng 2 năm 2022, Microsoft đã phát hành ứng dụng mới có tên là Media Player để kế thừa ứng dụng Groove Music (trước đây là Xbox Music) và Windows Media Player trên Windows 11, sau đó trên Windows 10 vào tháng 1 năm 2023. 

## Các tính năng chính
- Phát âm thanh, video, hình ảnh với khả năng nhảy tới, lui chọn thời điểm, xem nhanh hay chậm.
- Hỗ trợ chơi các tập tin trên máy, trực tuyến cũng như tải về.

Windows Media Player ở chế độ Mini chạy trên Windows Vista

- Có thể chuyển qua Mini mode. Mini mode được đặt ở taskbar của máy và có những nút cần thiết nhất để dùng WMP
- Hỗ trợ bất cứ phương tiện codec nào và nội dung định dạng sử dụng những bộ lọc đặc biệt DirctX.
- Có các tính năng quản lý phương tiện với thư viện phương tiện được tích hợp, lập danh mục, sắp xếp theo album, nghệ sĩ, thể loại, ngày phát hành,...
- Video Smoothing sử dụng phép nội suy, tự động thêm các khung hình tạo hiệu ứng khiến việc chơi video trở nên mượt mà hơn đối với những tập tin có tỷ lệ cũng như tốc độ khung hình thấp.
- Kết hợp bộ cân bằng âm thanh đồ họa 10 dải băng và SRS WOW. Windows Media Player cũng có thể gắn các plug-in hỗ trợ quá trình phát âm thanh và hình ảnh.1

## Windows Media Player 11
Windows Media Player 11 được phát hành trên Windows XP và Windows Vista. Phiên bản này đã có rất nhiều sự thay đổi so với phiên bản cũ. Media Library không còn được xếp theo thứ tự từ trên xuống dưới (tree-based listing). Những thể loại hay những playlist không còn để ở bên trái mà ở bên phải. Những icons rất sinh động và thumbnails có hình của album hay là hình khác do người sử dụng tự chọn. Nếu như mà bài hát không có tên album, ca sĩ, nhạc sĩ, năm phát hành, hoặc là hình của album thì Windows Media Player có thể tự động thêm vào nếu có sẵn trong máy hay là nó có thể tự tìm.  Windows Media Player 11 có thêm Windows Media Format 11.
Những chức năng khác:
- Stacking - stacking có những sự miêu tả sống động về tổng số album ở trong một thể loại hoặc folder. Càng nhiều files thì cái stack sẽ lớn hơn.
- Word Wheel - khi đi tìm bất cứ thứ gì trong WMP, bạn không cần đợi để nhấn Enter key để thấy được kế quả. Kết quả sẽ tự động hiện ra phía dưới khi bạn nhấn bất cứ chữ gì.
- CD Burning - khi burn, số lượng MB sẽ tự động hiện ra.
- URGE - là cửa hàng bán nhạc mới của Microsoft và MTV được đi cùng với Windows Media Player.
- Có thể rip audio CDs qua WAV.
- Có thể nối kết với lạ những cửa hàng bán nhạc online.
- Dics Spanning sẽ cắt burn list ra làm hai nếu đĩa không còn chỗ để chứa.

Microsoft phát hành beta của Windows Media Player 11 cho Windows XP vào ngày 17/5/2006 và bản beta thứ hai ngày 31/8/2006. Bản chính thức của Windows Media Player 11 ra ngày 30/10/2006 và Windows Vista mới sẽ có sẵn WMP 11. Microsoft phải phát hành riêng một phiên bản của Windows Vista mà không có Windows Media Player cho châu Âu vì luật không tin vào Microsoft của họ.
Phiên bản này tên là "Windows Vista N".

## Windows Media Player 12
Phát hành tháng 10 năm 2008 Trong Hội nghị phát triển chuyên môn (Professional Developers Conference) là một phần đi kèm trong Windows 7. Không được tải về và sử dụng trong các phiên bản trước.
Windows Media Player 12 hỗ trợ thêm cho H.264 và định dạng video MPEG 4 Part-2, audio AAC và 3GP, định dạng container MP4 và MOV. 
Microsoft đã công nhận AVCHD là một trong những triển khai phổ biến các chương trình mã hóa H.264, có phần đuôi là m2ts và mts trước khi đăng ký trong hệ thống. Windows Media Player 12 có thể chỉ mục nội dung của tập tin này, trong khi Windows Explorer có khả năng tạo hình thu nhỏ cho mỗi clip.
Giao diện của Windows Media Player 12 được thiết kế lại đáng kể.

#### Tính năng đã bị hủy
Advanced Tag Editor cho phép người dùng siêu chỉnh sửa các thông tin của tập tin.
Khả năng hiển thị lời bài hát tĩnh.
Menu ngữ cảnh Tìm trong thư viện đã loại bỏ. Thay vào đó, nó được tích hợp vào thư viện nhạc trong Windows 7.

## Các phiên bản khác

### Windows Mobile
Windows Media Player cho Pocket PC được công bố lần đầu tiên vào ngày 6 tháng 1 năm 2000 và đã được sửa đổi theo lịch trình gần giống với lịch trình của phiên bản Windows. Hiện được gọi là "Media Player 10 Mobile", phiên bản này (phát hành vào tháng 10 năm 2004) gần giống với các chức năng của phiên bản Windows của WMP 10, bao gồm khả năng danh sách phát, thư viện phương tiện, ảnh bìa album, phát lại WMA Lossless, hỗ trợ DRM, phát lại video ở độ phân giải 640×480 với âm thanh nổi và tính thẩm mỹ của giao diện Energy Blue tương tự như trong Windows XP Media Center Edition 2005. Nó cũng hỗ trợ đồng bộ hóa với phiên bản máy tính để bàn của WMP 10 và hỗ trợ thêm đồng bộ hóa và chuyển mã của các chương trình truyền hình được ghi lại từ Media Center. Media Player 10 Mobile không có sẵn dưới dạng bản tải xuống từ Microsoft, việc phân phối chỉ được thực hiện thông qua các đối tác OEM và thường được đưa vào các thiết bị dựa trên Windows Mobile.
Windows Mobile 6 bao gồm một bản sao của Windows Media Player 10 Mobile nhưng có chủ đề tương tự (nhưng không hoàn toàn giống) như Windows Media Player 11.

### Mac OS X

Giao diện Windows Media Player 9 cho Mac OS X

Windows Media Player 9 là phiên bản cuối cùng của media player mà Microsoft phát hành cho Mac OS X vì có rất nhiều người sử dụng của Mac OS X nói là phiên bản cho Mac OS X không có hỗ trợ nhiều định dạng (format), thiếu ổn định và thiếu tính năng. Phiên bản cũng không có những tính năng căn bản mà Windows Media Player 9 cho Windows có. Microsoft đã tuyên bố ngưng phát triển kể từ ngày ngày 12 tháng 1 năm 2006. Thay vào đó, Microsoft sẽ cung cấp một plugin (gọi là WMV Player) cho phép trình QuickTime của Apple có thể chơi được một số định dạng của Windows Media. Những người sử dụng Mac cũng có thể dùng VLC Media Player. VLC Media Player hỗ trợ WMV-3 / WMV-9 / VC-1 Windows Media files.

## Lịch sử phát hành

### 1998
- 25 tháng 6 Windows Media Player 6.1

### 2000
- 17 tháng 7 Windows Media Player 6.3 cho Mac OS
- 17 tháng 7 Windows Media Player 6.3 cho Solaris
- 17 tháng 7 Windows Media Player 7 cho Windows 98 và Windows 2000
- 14 tháng 9 Windows Media Player 7.0 cho Windows Me gói sẵn với hệ điều hành
- 12 tháng 12 Windows Media Player 7 cho Pocket PC

### 2001
- 24 tháng 7 Windows Media Player 7.0.1 cho Mac OS
- 25 tháng 10 Windows Media Player 8 cho Windows XP gói sẵn với hệ điều hành khi phát hành

### 2002
- 8 tháng 1 Windows Media Player 7.1 cho Mac OS

### 2003
- 27 tháng 1 Windows Media Player 9 cho Windows 98 Second Edition, Windows Me, và Windows 2000 và bản riêng lẻ cho Windows XP
- 23 tháng 6 Windows Media Player 9 cho Pocket PC
- 7 tháng 11 Windows Media Player 9 cho Mac OS X

### 2004
- 10 tháng 8 Windows Media Player 9 cho Windows XP Service Pack 2 gói sẵn với hệ điều hành khi phát hành
- Tháng 10 Windows Media Player 10 cho Windows XP gói sẵn với Windows XP Media Center Edition 2005, khi phát hành vào 10/12/2004. Windows Media Player 10 Mobile cho Pocket PC và SmartPhone. Bao gồm trong Windows Mobile 5.0

### 2006
- 17 tháng 5 Windows Media Player 11 công bố bản thử nghiệm cho Windows XP

Windows Media Player 6.4 cài đặt Windows XP
Giao diện bình thường Windows Media Player
Một trong nhiều giao diện cho Windows Media Player 10, Quick Silver
Bản beta của Windows Media Player 11 chạy trên Windows Vista

Windows Media Player version 7.0 (và cũ hơn) cho Windows bao gồm phiên bản 6.4 như một ứng dụng riêng lẻ, có thể truy xuất bằng cách gọi tập tin mplayer2.exe trong thư mục cài đặt.

### 2009
- 29 tháng 10 Windows Media Player 12 đã ra mắt trong Windows 7. Được coi như là một tính năng có trong Windows 7 và không được tải về cho các phiên bản Windows trước.